# 플래시 애니메이션 목록
다음은 플래시 애니메이션 목록이다.

## 수록 원칙
플래시 애니메이션은 무수히 많은 작품이 존재하므로 작가명과 작품명을 혼동할 우려가 있기 때문에 이 페이지에 한눈에 보기 쉽게 정리해 놓았다.
1. 여기서는 큰 틀로의 매체 들만 나열하고, 자세한 사항이나 부수적인 시리즈들은 그 페이지에서 설명하기로 한다. 혹시 특기할 다른 매체가 있으면 추가 매체도 표기한다.
2. 제목에 대해서는 잘 알려진 제목을 먼저 적은 후에, 외국 제목을 만들어진 나라의 이름, 영어 순으로 부기하는 것으로 한다.

표기 방식
통상제목 (원본 제목) (작가명) (제작 국명)
1. 원본제목은 통상제목과 혼동이 있을 때 작성
2. 모르면 미상으로 표기한다.

## 1세대 작품
- 감자도리 (미상) (러시아)
- 겟타맨 (태자) (대한민국)
- 그레이트후렛샤 (후렛샤) (대한민국)
- 글라쓰맨 (미상) (대한민국)
- 까뱅 (까뱅) (대한민국)
- 나롱이 (스튜디오 카브) (프랑스)
- 달묘전설 (이드냐) (대한민국)
- 도시협객제갈주먹 (청설모) (대한민국)
- 떳다그녀 (삼박자) (대한민국)
- 라면보이 (미상) (대한민국)
- 랑카스 (후렛샤) (대한민국)
- 레드무싸 (허접매니아) (대한민국)
- 마시마로 (김재인) (대한민국)
- 묻지마육남매 (디즈니,도롱뇽) (미국)
- 메가번치 (후렛샤 쥬디) (대한민국)
- 부활이소룡 (청설모) (대한민국)
- 붐바스틱 (미상) (대한민국)
- 뿌까 (Vooz) (대한민국)
- 샤오샤오 (쭈 즈치앙) (중국)
- 시포 (원창동력) (중국)
- 숫자송 (엔토이) (대한민국)
- 아치와 씨팍 (JTEAM) (대한민국)
- 엘리베이터 (둔티클럽) (대한민국)
- 연예인지옥 (오인용) (대한민국)
- 열대팽귄패닝 (미상) (대한민국)
- 와따와 파이 (미상) (대한민국)
- 우당탕탕 재동이네 (미상) (대한민국)
- 우비소년 (bbc,이동우) (영국,대한민국)
- 유림의 숲으로 가자 (미상) (대한민국)
- 조바우 (리얼코믹) (대한민국)
- 졸라맨 (김득헌) (대한민국)
- 지하철도999 (엔팝) (대한민국)
- 징기징고 (미상) (대한민국)
- 엘리베이터(미상) (대한민국)
- 최고조(미상) (대한민국)
- 걸레(미상) (대한민국)
- 찔러맨 (북서니) (대한민국)
- 초코마로 (미상) (대한민국)
- 초피스토리 (미상) (대한민국)
- 클릭클릭랩 (엔팝) (대한민국)
- 킬러김저격 (닥돕) (대한민국)
- 타로프로젝트 (막신) (대한민국)
- 퍼프 (엔팝) (대한민국)
- 폭력남매 (청설모) (대한민국)
- 허무송 (무명다수) (대한민국)

## 2세대 작품
- 블랙위자드 (메탈아머) (대한민국)
- 판타지개그 (장땡) (대한민국)

### 막대영웅물
- 옹디딩 (착한아이) (대한민국)
- 히비키단 (다닡) (대한민국)
- 포에버스토리 (김군) (대한민국)
- 플라이스토리 (방군) (대한민국)
- 드래곤 레전드(미상) (대한민국)
- 오오쿠마쿠시 (이수형) (대한민국)

## 3세대 작품
- 고분걸코피 (프로그맨) (일본)
- 나이트메어시티 (み~や) (일본)
- 매의발톱단 (프로그맨) (일본)
- 세이버캣 (하치밀리) (일본)
- 프로젝트파포 (일본)
- 출동! 파자마 삼총사 (프랑스)

## 작가사이트
- 삼박자 (대한민국)
- 오인용 (대한민국)
- 홍스구락부 (조문홍) (대한민국)
- 레드무싸 (박대진) (대한민국)

## 플래시 포털
- 플래시365 (대한민국)
- 주전자닷컴 (대한민국)
- 쉬프트카페 (대한민국)
- 그플아두카 (대한민국)
- 유머월드 (대한민국)
- 오렌지 스튜디오 (대한민국)
- 뉴그라운즈 (미국)
- 플래시콜랙션 (일본)